# François Gazier
Pour les articles homonymes, voir Gazier.
François Gazier, né le 2 avril 1919 dans le 14e arrondissement de Paris et mort le 11 août 2005 à Charnay-lès-Mâcon (Saône-et-Loire), est un haut fonctionnaire français.

## Biographie
Élève au lycée Janson-de-Sailly, François Gazier est titulaire d'une licence de droit et diplômé de science politique.
En 1946, il commence sa carrière en tant qu'auditeur au conseil d'État, puis maître des requêtes à partir 1952. De 1954 à 1955, il est professeur à l'école brésilienne d'administration publique (pt). À son retour en France, il devient commissaire du gouvernement au conseil d'État, et conclut dans l'arrêt Dehaene rendu le 7 juillet 1950 du Conseil d'Etat qui définit les règles du droit de grève des fonctionnaires.
Après avoir occupé différents postes au sein de l'administration, il est nommé en 1963 directeur de l'école nationale d'administration (ENA), poste qu'il occupera jusqu'en 1969.
Bien qu'il ait pris sa retraite en 1986, François Gazier devient président de la Commission des sondages en 1987, et de la section disciplinaire du conseil national de l'ordre des médecins de 1987 jusqu'en 1999.
Il a présidé la Société de Port-Royal[Quand ?].

## Distinctions
Durant sa carrière, François Gazier a obtenu plusieurs distinctions :
- Commandeur de la Légion d'honneur
- Commandeur de l'ordre national du Mérite
- Croix de guerre 1939-1945
- Commandeur de l'Étoile noire

## Publication
- François Gazier, La fonction publique dans le monde, éditions Cujas, 25 avril 1972, 248 p. (ISBN 2254725122 et 978-2254725120)